# MG XPower SV
La MG XPower SV è un'autovettura coupé prodotta dalla MG dal 2003 al 2005 in serie limitata di soli 82 esemplari per rilanciare il marchio inglese.

## Storia
La XPower SV è stata originalmente prodotta a Modena in Italia e terminata nel Regno Unito a Longbridge realizzata sul pianale della Qvale Mangusta originariamente sviluppata dalla De Tomaso.
Nata originalmente nel 2001 come concept car con il nome di X80 in breve tempo fu presa in considerazione la possibilità di crearne una piccola serie stradale e grazie al designer Peter Stevens la X80 divenne prodotta sotto il nome di XPower SV.
L'obiettivo principale della casa inglese era quello di tenere la vettura in vendita sotto il prezzo di 100.000 sterline partendo con un prezzo da 65.000 sterline per arrivare a 85.000 sterline (110000 euro).

## Prestazioni
La base della XPower era un motore V8 di 4,6 litri di origine Ford da 320 CV con una coppia di 409 Nm che garantirono una velocità di 265 km/h e un'accelerazione a 100 km/h in 5,3 secondi.
Nel 2004 con l'aggiornamento la vettura montò un motore V8 Ford da 5,0 litri 32 valvole da 385 CV toccando una velocità massima di 283 km/h e un'accelerazione a 100 km/h in 4,8 secondi.

## Attività sportiva
Una Xpower è stata impiegata nel 2005 dal team Peter Lloyd Racing per partecipare al VdeV Endurance Championships. Per omologarla all'impiego in pista, la vettura è stata modificata in alcune componenti dalla JP Motorsport di Birmingham.

## Curiosità
I gruppi ottici anteriori sono gli stessi dalla Fiat Punto 2ª generazione mentre quelli posteriori sono gli stessi della Fiat Coupé.